# OR12D3
OR12D3 (англ. Olfactory receptor family 12 subfamily D member 3) – білок, який кодується однойменним геном, розташованим у людей на короткому плечі 6-ї хромосоми. Довжина поліпептидного ланцюга білка становить 316 амінокислот, а молекулярна маса — 35 791.
| 10         |  | 20         |  | 30         |  | 40         |  | 50         |
| ---------- |  | ---------- |  | ---------- |  | ---------- |  | ---------- |
| MENVTTMNEF |  | LLLGLTGVQE |  | LQPFFFGIFL |  | IIYLINLIGN |  | GSILVMVVLE |
| PQLHSPMYFF |  | LGNLSCLDIS |  | YSSVTLPKLL |  | VNLVCSRRAI |  | SFLGCITQLH |
| FFHFLGSTEA |  | ILLAIMAFDR |  | FVAICNPLRY |  | TVIMNPQVCI |  | LLAAAAWLIS |
| FFYALMHSVM |  | TAHLSFCGSQ |  | KLNHFFYDVK |  | PLLELACSDT |  | LLNQWLLSIV |
| TGSISMGAFF |  | LTLLSCFYVI |  | GFLLFKNRSC |  | RILHKALSTC |  | ASHFMVVCLF |
| YGPVGFTYIR |  | PASATSMIQD |  | RIMAIMYSAV |  | TPVLNPLIYT |  | LRNKEVMMAL |
| KKIFGRKLFK |  | DWQQHH     |  |            |  |            |  |            |

A: Аланін

C: Цистеїн

D: Аспарагінова кислота

E: Глутамінова кислота

F: Фенілаланін

G: Гліцин

H: Гістидин

I: Ізолейцин

K: Лізин

L: Лейцин

M: Метіонін

N: Аспарагін

P: Пролін

Q: Глутамін

R: Аргінін

S: Серин

T: Треонін

V: Валін

W: Триптофан

Кодований геном білок за функціями належить до рецепторів, g-білокспряжених рецепторів, білків внутрішньоклітинного сигналінгу. 
Локалізований у клітинній мембрані, мембрані.